# Pakistanische Rupie
Die Pakistanische Rupie ist die Währung Pakistans. Eine Rupie (englisch Rupee) ist in 100 Paise unterteilt. Der ISO-Code ist PKR, im Lande selbst werden die Abkürzungen Re. (Singular) und Rs. (Plural) verwendet. Federführend für die Währungspolitik Pakistans ist die State Bank of Pakistan. Bis 1961 war die Rupie in 16 Annas unterteilt.
In Pakistan sind Banknoten zu 5, 10, 20, 50, 100, 500, 1000 und 5000 Rupien sowie Münzen zu 1, 2 und 5 Rupien in Umlauf. Paisa-Münzen werden auf Grund des geringen Wertes seit 1996 nicht mehr geprägt und befinden sich praktisch nicht mehr im Umlauf.